# ロマニアン・トップ100
ロマニアン・トップ100（ルーマニア語: Romanian Top 100）は、ルーマニアでのラジオ放送頻度を基準にした音楽シングル・チャート。これは1996年から続いている週間チャートであり、『ビルボード』のヨーロッパ部門、および『Music & Media』から公式チャートとして認められている。
チャート首位を最も多く獲得しているのはシャキーラであり、8曲が1位になっている。公式サイトは2002年以降のチャートしか掲載していないため、それより前については何曲かの例外を除き、順位不明である。2002年から現在まで120曲が1位になっており、うち最も長く1位を維持したのはリッキ・リーの「I Follow Rivers」で14週間である。
2009年10月から、このチャートは日曜日の朝に Kiss FM で放送されるようになった。なお、チャートは一週間遅れのものである。2012年2月19日までは、Kiss FM でのパーソナリティは VJane Andreea Berghea だった。2012年2月26日からは、VJ Cristi Nitzu が "Airplay 100" という名でチャートを発表している。チャートは1999年から2010年の間はニールセンが、2010年からはイスラエルの調査会社メディア・フォレストのルーマニア法人が集計・発表している。

## チャート
チャートはラジオ放送、テレビ放送別に集計され、さらにそれぞれ国内・国外別に分けられる。